# Liste der Kinos in Berlin-Hakenfelde
Die Liste der Kinos in Berlin-Hakenfelde gibt eine Übersicht aller Kinos, die im heutigen  Berliner Ortsteil Hakenfelde existiert haben. Die Liste wurde nach Angaben aus den Recherchen im Kino-Wiki aufgebaut und mit Zusammenhängen der Berliner Kinogeschichte aus weiteren historischen und aktuellen Bezügen verknüpft. Sie spiegelt den Stand der in Berlin jemals vorhanden gewesenen Filmvorführeinrichtungen als auch die Situation im Januar 2020 wider. Danach gibt es in Berlin 92 Spielstätten, was Platz eins in Deutschland bedeutet, gefolgt von München (38), Hamburg (28), Dresden (18) sowie Köln und Stuttgart (je 17). 
Gleichzeitig ist diese Zusammenstellung ein Teil der Listen aller Berliner Kinos und der Ortsteillisten.
| Name/Lage                                 | Adresse                       | Bestand   | Beschreibung | Bild   |
| ----------------------------------------- | ----------------------------- | --------- | --- | ------ |
| Filmpalast Schützenhaus (Lage)            | Neuendorfer Straße 39 (38–42) | 1925–1927 | Das Kino wurde als Saalkino im ehemaligen Schützenhaus eingerichtet, dass sich zwischen Park- und Schützenstraße (zwischen Städtischen Krankenhaus und Gasometer) befand. Das Grundstück des „Alten Schützenhauses“ als Neuendorfer Straße 38–42 entspricht der Hausnummer 39. Das Alte Schützenhaus gibt es nicht mehr, an der Stelle befindet sich ein Sport- und Restaurant-Flachbau. Für 1927 ist der Filmpalast Schützenhaus mit 700 Plätzen für Dr. Schoenmann und Burlie eingetragen. Der Filmpalast wurde täglich bespielt, Programmwechsel erfolgten am Dienstag und Freitag. |        |
| Filmstudio Wichern (Lage)                 | Wichernstraße 14–21           | 1970–2000 | Gerhard Hussock als Verwalter des „Filmstudio Wichern“ und Hauswart der Wichern-Kirchengemeinde ist schon lange im Kinogeschäft. Er war vor dem Filmstudio Filmvorführer im Tivoli, im Forum-Filmtheater und im Savoy in Spandau. Im März 1970 eröffnete er im Gemeindesaal der Wichern-Gemeinde das „Wichernkino“ mit zwei Kofferprojektoren, die aus dem Maison de France stammten und einer Leinwand von der Filmbühne am Steinplatz. Als erster Film lief Wirtshaus im Spessart, es folgten am Wochenende Familienprogramm. Inhaber der Spielstätte mit 200 Plätzen war die Evangelische Wicherngemeinde. Mit Eröffnung des Kinocenters Spandau 1996 mit fünf Sälen in der Havelstraße sank zunehmend die Besucherzahl und die Anzahl der Vorstellungen wurde reduziert. Im Dezember 2000 wurde der Spielbetrieb letztlich eingestellt. |        |
| HaKi-Filmtheater (Lage)                   | Neuendorfer Straße 43         | 1952–1969 | Das Kino lag in dem Eckhaus Neuendorfer Straße 43 / Schützenstraße 11 (gegenüber vom Gasag-Gaswerk Spandau). Der Name ist die Kurzform von Hakenfelder Kino (vergl. dazu HaLi: Hakenfelder Lichtspiele). „In wenigen Wochen verwandelte sich in Berlin-Spandau der Trümmerplatz Neuendorfer Straße Ecke Schützenstraße in einen schmucken Kinobau, das ‚Haki‘ in Hakenfelde mit 465 Plätzen. Geschwindigkeit ist keine Hexerei, das war auch das Motto für die Innenausstattung, für die nur etwa 80 Stunden gebraucht wurden. Ein Paneel von grüner Saffianfolie steht zu dem Beige des Bühnenvorhangs und der zartgetönten Decke in wirkungsvollem Kontrast. Walter Groß sprach zur Einweihung des neuen Hauses flotte Verse. Anschließend erlebten die ersten Spandauer Besucher ein eigenes Erzeugnis, den CCC-Film ‚Schwarze Augen‘ aus den Spandauer Ateliers.“ Das als Flachbau errichtete Kino gehörte der „Spandauer Kinogesellschaft Halbfass & Co“, deren Geschäftsführer Erich Halbfass war. Gespielt wurde täglich mit 22 Vorstellungen, eine Jugend-, eine Spätvorstellung wöchentlich. Die Bestuhlung war von Kamphöner: Flachpolster-Sessel. Der Projektor war Frieseke & Hoepfner FH 66, Verstärker und Lautsprecher: Klangfilm, Bild- und Tonsystem: CS 1 KL, das Größenverhältnis der Leinwand 1:2,35. Mit den Bauplanungen in Spandau-Hakenfelde wurde das HaKi 1966 geschlossen. Zurückgesetzt besteht ein viergeschossiger Wohnhausbogen zwischen Schützenstraße (4–10) und Neuendorfer Straße (45–48). Die vom Kino genutzte Grundstücksfläche Nummer 43 davor ist Park-, Grünfläche und Müllcontainerplatz. | [ 11 ] |
| HaLi-Lichtspiele (Lage)                   | Streitstraße 10               | 1936–1939 | Das Kino befand sich in der Streitstraße 10 an der Ecke Hohenzollernring auf dem Grundstück nördlich vom Nordhafen Spandau zwischen Streitstraße und Havel. Im Adressbuch 1935 ist für die Streitstraße 10/11 das Gasthaus von Gastwirt K. Klauke aufgeführt. 1936 richtete Otto Kienzle die Hali-Lichtspiele (wohl) als Saalkino ein. Das Kino mit 548 Plätzen wurde täglich bespielt. Von 1938 bis 1942 wurden nach Plänen von Hans Hertlein die Gebäude des ehemaligen Luftfahrtgerätewerks von Siemens & Halske (LGW Hakenfelde) auf diesem Grundstück errichtet. Als deshalb das Hali schloss und wohl abgerissen wurde, eröffnete Otto Kienzle 1939 die 2,5 Kilometer entfernten Filmeck-Lichtspiele in der Falkenhagener Chaussee / Ecke Germersheimer Weg (seit 1958: Falkenseer Chaussee 266a). Die Bauten des LGW blieben erhalten und wurden nach dem Lyriker Hans Carossa als Carossa-Quartier benannt. Darin sind zahlreiche Ladengeschäfte, Gewerberäume, ein Spielcasino, eine Arbeitsagentur, Arztpraxen sowie eine Moschee. |        |
| Tivoli-Lichtspiele Eri-Lichtspiele (Lage) | Walldürner Weg 16             | 1951–1966 | Die Lichtspiele in Spandau-Hakenfelde wurden 1951 ursprünglich als „Eri-Lichtspiele“ eröffnet, benannt nach dem Inhaber Ebert & Richter (Firmensitz Reichsstraße 4, später: 7). Inhaber des Kinos waren 1953 Alfred Ebert, Hanni Richter und Klara Senst, die Geschäfte führte Alfred Ebert. Architekt des Kinobaus war Architekt Hübner. Als Klara Senst hinzukam, erhielt das Kino den Namen „Eris“. 1959 wurde es in Tivoli-Lichtspiele umbenannt. Das Kino entstand auf dem Grundstück Walldürner Weg 16 und als Adresse der Spielstätte wurde zunächst mit der Planung der Siedlung Reichsstraße 7 (seit 1965: Cautiusstraße) vergeben. Das Kino bot anfangs 600, später zeitweise 590 Plätze. Es wurde täglich bespielt, mit 21 bis 22 Vorstellungen in der Woche, seit 1957 auch eine Matinee-, eine Spätvorstellung. Kindervorstellung ein bis zweimal monatlich. Die Bestuhlung waren Klappsitze von Stüssel teilweise mit Hochpolster. Es gab eine 3-D-Einrichtung, die Bühne war 9 m × 4 m × 6 m. Nach den Angaben im Kino-Adressbuch ergeben sich für die Ausrüstung folgende Angabe: tön. Dia, Projektor: Ernemann VII B, Verstärker von Uniphon, Bild-/Tonsystem: CS 1 KL, Leinwand im Verhältnis 1:2,35, Lichtquelle: Becklicht. Seit 1961 ist auch eine Schwerhörigenanlage aufgeführt. Das Kino schloss 1966 und das Gebäude wurde 1966 abgerissen, zunächst entstand auf der Fläche ein Platz mit Garagen. Innerhalb der Siedlung am Walldürner Weg mit dreigeschossigen Wohnhäusern befindet sich aktuell ein Spielplatz und Grünfläche.                                                                         | [ 18 ] |